# Lucius Antonius

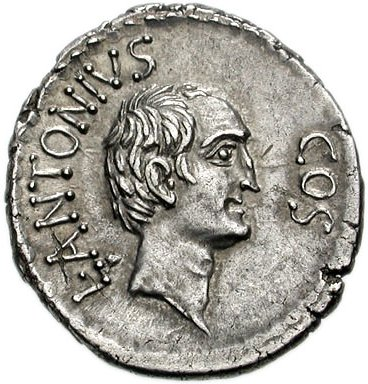
Lucius Antonius egy korabeli pénzérmén

Lucius Antonius (Kr. e. 1. század) római politikus, Marcus Antonius öccse és támogatója az Octavianus ellen vívott hatalmi harcban. A kalózok ellen hadakozó Marcus Antonius Creticus és Iulia Antonia, Iulius Caesar unokatestvérének legkisebb fia és a Caius Marius párthívei által kivégeztetett Marcus Antonius Orator unokája volt.
Ifjúkorát bátyjai, Marcus és Gaius Atonius társaságában töltötte tivornyázva Róma utcáin. Pluratkhosz közlése szerint züllött kortársaival ivott és szerencsejátékokat űzött. Lucius mindig is bátyja nagy támogatója volt. Kr. e. 50-ben Asia provinciában quaestorkodott, Marcus Kr. e. 44-es consulsága idején pedig néptribunus volt. Kr. e. 41-ben, már a második triumvirátus idején Publius Servilius Vatia consultársa volt. Ebben az évben segített a keleti hadszíntéren tevékenykedő Marcus feleségének, Fulvia Antoniának az Octavianus elleni lázadás előkészítésében. Először testőrséget gyűjtött, arra hivatkozva, hogy a fiatal triumvir fenyegetést jelent rá. Ennek hatására tárgyalni kezdtek Teanumban, azonban az egyezségüket, miszerint annak fejében, hogy a triumvir nem szól bele a consul ügyeibe és azonos mennyiségű földet oszt Antonius veteránjainak, meneszti testőrségét, nem tartotta be. Kitört a perusiai háború.
Hat legiót gyűjtött, emellett számított arra, hogy bátyjának 11 itáliai legiója is segítségére siet Quintus Fufius Calenus vezetésével. Octavianus ezzel szemben mindössze négy legióval rendelkezett, illetve néhány praetoriánus cohorsszal. Hat legio épp útban volt Hispania felé. Luciusszal szövetségben Cnaeus Domitius Ahenobarbus az adriai partvidéket, Bocchus mauritaniai király pedig Hispaniát támadta meg, Sextus Pompeius szicíliai flottája pedig sikerrel vonta blokád alá Itáliát.
Nyolc legiót toborzott a földelkobzások miatt népszerűtlen triumvir ellen, és megszállta Rómát, amit Marcus Aemilius Lepidus, a harmadik triumvir két legiója védett. Hamarosan belátta azonban, hogy Rómában bekeríthetik, ezért úgy döntött, hogy Galliába vonul, ahol bátyjához lojális legiók állomásoztak.
Északra vonulásukat megakadályozva azonban Octavianus hadvezére, Marcus Vipsanius Agrippa gyors ellencsapással az etruriai Perusia (ma Perugia) városába szorította vissza a lázadókat, akik azt állították, hogy Marcus Antonius hazatér, és visszaállítja a köztársaságot. A triumvirnek azonban nem volt ideje hazatérni: Kr. e. 40 februárjában az éhező sereg kénytelen volt megadni magát. Octavianus leromboltatta (vagy a rabló katonák felgyújtották) a várost, de a szervezők életét megkímélte, míg a város vezetőit kivégeztette. Lucius Antoniust utóbb Hispaniába delegálta kormányzónak, hogy távol tartsa a közelgő fivérétől; többet nem tudni róla.

## Külső hivatkozások
- Dictionary of Greek and Roman Biography and Mythology. Szerk.: William Smith. Boston, C. Little & J. Brown, 1867.
Elérhető a Michigani Egyetem Könyvtárának honlapján: I. kötet (A–D); II. kötet (E–N); III. kötet (O–Z).
- Appianosz: A polgárháborúkról (angol)
- A Wikimédia Commons tartalmaz Lucius Antonius témájú kategóriát.

| Elődei: Marcus Aemilius Lepidus és Lucius Munatius Plancus | Consul Kr. e. 41 collega: Publius Servilius Vatia Isauricus | Utódai: Cnaeus Domitius Calvinus és Caius Asinius Pollio |